# Elsa Baeza
Elsa Baeza Pacheco (Bayamo; 12 de enero de 1944) es una cantante y actriz cubano-española, radicada en España.

## Biografía
Hija del escritor y poeta chileno Alberto Baeza Flores, miembro correspondiente de la Academia Chilena de la Lengua, quien pronto la interesó en la música folk de Hispanoamérica, y de su esposa cubana, Elsa Pacheco Reyes.
A mediados de la década de los 60 llega a España con la esperanza de dar un futuro a su incipiente carrera artística. Su presentación cinematográfica, sin apenas continuidad, tiene lugar en 1966 con Nueve cartas a Berta, película de Basilio Martín Patino que se inscribe en el nuevo cine español contrario a los convencionalismos de la época y en la que comparte protagonismo con Emilio Gutiérrez Caba. 
Tras protagonizar la obra musical Los Fantástikos junto a Eusebio Poncela, en 1969 presentó el programa musical de televisión Especial pop, dirigido por Valerio Lazarov, a quien se unió sentimentalmente durante varios años y con el que contrajo matrimonio en Miami el 15 de enero de 1970.
A partir de 1975 graba melodías populares de Iberoamérica, sobre todo centroamericanas. Graba un álbum para el sello español Hispavox, pero sin éxito comercial. Algunas de sus canciones son Una canción, El Cristo de Palacagüina, Credo nicaragüense, La madrugada, La Carmen aseada, La reventasón, La luna enamorá, No te mires en el río, Oye, Junto al mar, ¡Ay, mamá Inés!, y especialmente con su versión de El Credo de Carlos Mejía Godoy, que obtiene éxito de radio en 1977.  
A comienzos de la década de los 80 forma parte del trabajo coral La Misa Campesina Nicaragüense, integrado por Miguel Bosé, Ana Belén, Sergio y Estíbaliz, Laredo y El Guadalupano, que versionó con ritmos pop la obra religiosa cumbre de Nicaragua. 
En 1994-1995 realiza una gira musical con Mágicos 60 y en 2003 participa en el concurso de Telecinco Vivo cantando: los años dorados.
Tiene dos hijos: Valerio, de su matrimonio con Valerio Lazarov y Natalia, nacida de su unión con el actor Joaquín Kremel.
Elsa inventó una pieza protectora para la zona posterior del calzado.

## Filmografía
| Año  | Título                           | Personaje | Dirección             |
| ---- | -------------------------------- | --------- | --------------------- |
| 1966 | Nueve cartas a Berta             | Mary Tere | Basilio Martín Patino |
| 1966 | La brujita (cortometraje)        |           | Cecilia Bartolomé     |
| 1969 | Casi jugando                     |           | Luis S. Enciso        |
| 1969 | El día de mañana                 |           | Agustín Navarro       |
| 1970 | ¿Por qué pecamos a los cuarenta? | Lolita    | Pedro Lazaga          |
| 1980 | 127 millones libres de impuestos |           | Pedro Masó            |

## Discografía
- 1973 - El tiempo de las lilas
- 1977 - Credo
- 1977 - Junto al mar
- 1978 - Agüita clara
- 1978 - La Luna enamorá EP
- 1980 - María sin nombre
- 1985 - Oye
- 1990 - Mis momentos felices
- 1997 - Celos

### En discos variados
- 1979 - LA MISA CAMPESINA -Miguel Bosé, Ana Belén, Sergio y Estibaliz, Laredo, Elsa Baeza, El Guadalupano